# أوريوي
أوريوي (Ωρεοί) هي مدينة في إففويا في مقاطعة كينتريكي إلادا في اليونان.